# Валюти країн світу
- Аріарі — Мадагаскар (Малагасійський аріарі)
- Афгані — Афганістан (Афгані, АФН)
- Бальбоа — Панама (Панамське бальбоа, PAB)
- Бат — Таїланд (Тайський бат, THB)
- Бир — Ефіопія (Ефіопський бир, ETB)
- Болівар — Венесуела (Суверенний болівар, VEB)
- Болівіяно — Болівія (Болівіано, BOB)
- Вату — Вануату (Вануатський вату, VUV)
- Вона — використовується у Північній Кореї (Північнокорейська вона, KPW) та Південній Кореї (Південнокорейська вона, KRW).
- Гривня — Україна (Українська гривня, UAH).
- Ґуарані — Параґвай (Параґвайський ґуарані, PYG).
- Гульден — Нідерландські Антильські острови (Нідерландський антильський гульден, ANG).
- Гурд — Гаїті (Гаїтянський гурд, HTG)
- Даласі — Гамбія (Гамбійський даласі, GMD)
- Денар — Північна Македонія (Македонський денар, MKD)
- Динар — Використовується ісламських країнах: Алжир (Алжирський динар, DZD), Бахрейн (Бахрейнський динар BHD), Ірак (Іракський динар, IQD), Йорданія і Палестинська держава (Йорданський динар), Кувейт (Кувейтський динар, KWD), Лівія (Лівійський динар, LYD) та Туніс (Туніський динар, TND). Ісламський банк розвитку використовує свій власний Ісламський динар (XID). В Європі використовується: Сербія (Сербський динар, РСД).
- Дирхам — Марокко (Марокканський дирхам, MAD), Об'єднані Арабські Емірати (Дирхам ОАЕ, AED)
- Добра — Сан-Томе і Принсіпі (Добра Сан-Томе і Принсіпі, STD)
- Долар — Долар є офіційною валютою США (Долар США, USD), Канади (Канадський долар, CAD) , Австралії (Австралійський долар, AUD) та Нової Зеландії (Новозеландський долар, NZD). Багато країн назвали свої валюти «долар»: Барбадос (Барбадоський долар, BBD), Багами (Багамський долар, BSD), Беліз (Белізький долар, BZD), Бермуди (Бермудський долар, БМД), Бруней (Брунейський долар, BND) , Кайманові острови (Долар Кайманових островів), Фіджі (Фіджійський долар, FJD), Гаяна (Гаянський долар, GYD), Гонконг (гонконгський долар, HKD), Ямайка (ямайський долар), Ліберія (Ліберійський долар), Намібія (Намібійський долар, NAD), Сінгапур (Сінгапурський долар, SGD), Соломонові Острови (Долар Соломонових Островів, SBD), Суринам (Суринамський долар), Тайвань (новий тайванський долар, TWD), Тринідад і Тобаго (Долар Тринідаду і Тобаго ТТД),Тувалу (Долар Тувалу) та Зімбабве (Зімбабвійський долар, ZWD). Східнокарибський долар (XCD) (використовують Ангілья, Антигуа і Барбуда, Домініка, Гренада, Монтсеррат Сент-Кітс і Невіс, Сент-Люсія і Сент-Вінсент і Гренадини).
- Донг — В'єтнам (В'єтнамський донг, VND)
- Драм — Вірменія (Вірменський драм, AMD)
- Злотий — Польща (Польський злотий, PLN)
- Ескудо — Використання Кабо-Верде (Ескудо Кабо-Верде).
- Євро — Валюта Європейського валютного союзу (Євро, євро), працює zemalja Європейський Союз, що істотно замінити свої Су njime domaћu валюти: Австрія, Андорра, Бельгія, Греція, Естонія, Ірландія, Іспанія, Італія, Латвія, Литва, Монако, Люксембург, Нідерланди, Німеччина, Португалія, Сан-Марино, Словаччина, Словенія, Фінляндія, Франція. У використанні з [2002] року. Країни і валюти, які прив'язані до євро: Кабо-Верде (Ескудо Кабо-Верде), Болгарія (лев), Боснія і Герцеговина (Конвертовна марка) та Чорногорія.
- Єна — Японія (Японська Єна, JPY)
- Кванза — Ангола (Ангольська кванза, AOA).
- Квача — Замбія (Замбійська квача, ZMK), Малаві (Малавійська квача, MWK).
- Кецаль — Гватемала (Гватемальський кецаль, PGK).
- Кіна — Папуа Нова Гвінея (Кіна Папуа — Нової Гвінеї, PGK).
- Колон — Коста-Рика (Костариканський колон, CRC).
- Кордоба — Нікарагуа (Нікарагуанська кордоба, NIO).
- Крона — Данія (Данська крона, DKK), Ісландія (Ісландська крона, ISK), Норвегія (Норвезька крона, NOK), Чехія (Чеська крона, CZK), Швеція (Шведська крона, SEK).
- Куна — Хорватія (Хорватська куна, HRK)
- Ларі — Грузія (Грузинський ларі, GEL).
- Лев — Болгарія (Болгарський лев, BGN).
- Лек — Албанія (Албанський лек, ALL).
- Леоне — Сьєрра-Леоне (Леоне Сьєрра-Леоне, SLL).
- Лея — Молдова (Молдовський лей, MDL), Румунія (Румунський лей, RON).
- Ліланґені — Свазіленд (Свазілендський лілангені, SZL)
- Ліра — Туреччина (Турецька ліра, TRY).
- Лоті — Лесото (Лоті Лесото, LSL)
- Манат — Азербайджан (Азербайджанський манат, AZN), Туркменістан (Туркменський манат, TMT).
- Марка — Боснія і Герцеговина (Конвертовна марка, BAM).
- Метікал — Мозамбік (Мозамбіцький метікал, MZN).
- Найра — Нігерія (Нігерійська найра, MZN).
- Накфа — Еритрея (Еритрейська накфа, ERN)
- Нгултрум — Бутан (Бутанський нгултрум, BTN).
- Паанга — Тонга (Тонганська паанга, TOP)
- Песета — Західна Сахара (Сахарська песета, EHP).
- Песо — Аргентина (Аргентинський песо, ARS), Домініканська Республіка (Домініканський песо, DOP), Колумбія (Колумбійський песо, COP), Куба (Кубинський песо, CUP), Мексика (Мексиканський песо, MXN), Уругвай (Уругвайський песо, UYU), Філіппіни (Філіппінський песо, PHP), Чилі (Чилійський песо, CLP).
- Пула — Ботсвана (Ботсванська пула, BWP).
- Ранд — Південно-Африканська Республіка (Південноафриканський ранд, ZAR).
- Реал — Бразилія (Бразильський реал, BRL).
- Рубль — Росія (Російський рубль, RUB), Білорусь (Білоруський рубль, BYN), Придністров'я[1] (Придністровський рубль, PRB).
- Рупія — Індія (Індійська рупія, INR), Індонезія (Індонезійська рупія, IDR), Маврикій (Маврикійська рупія, MUR), Непал (Непальська рупія, NPR), Пакистан (Пакистанська рупія, PKR), Сейшельські Острови (Сейшельська рупія, SCR), Шрі-Ланка (Рупія Шрі-Ланки, LKR).
- Руфія — Мальдіви (Мальдівська руфія, MVR).
- Седі — Гана (Ганський седі, GHS)
- Сом — Киргизстан (Киргизький сом, KGS).
- Сомоні — Таджикистан (Таджицький сомоні, TJS).
- Сукре — Еквадор (Еквадорський сукре, ECS).
- Сум — Узбекистан (Узбецький сом, UZS).
- Така — Бангладеш (Бангладеська така, BDT).
- Тала — Самоа (Самоанська тала, WST).
- Теньге — Казахстан (Казахстанський теньге, KZT).
- Тугрик — Монголія (Монгольський тугрик, MNT).
- Угія — Мавританія (Мавританська угія, MRO)
- Флорин — Аруба (Арубський флорин, AWG).
- Форинт — Угорщина (Угорський форинт, HUF).
- Франк — Бурунді (Бурундійський франк, BIF), Гвінея (Гвінейський франк, GNF), Західноафриканський франк (Бенін, Буркіна-Фасо, Кот-д'Івуар, Гвінея-Бісау, Малі, Нігер, Сенегал і Того), Джибуті (Франк Джибуті, DJF), Коморські Острови (Коморський франк, KMF), Демократична Республіка Конго (Конголезький франк, CDF), Руанда (Руандійський франк, RWF), Французький тихоокеанський франк (Французька Полінезія, Нова Каледонія та Волліс і Футуна) Центральноафриканський франк (Камерун, Центральноафриканська Республіка, Чад, Республіка Конго, Екваторіальна Гвінея і Габон) Швейцарія (Швейцарський франк, CHF).
- Фунт — Велика Британія (Фунт стерлінгів, GBP), Єгипет (Єгипетський фунт, EGP), Ліван (Ліванський фунт, LBP), Південний Судан (Південносуданський фунт, SSP), Сирія (Сирійський фунт, SYP), Судан (Суданський фунт, SDG).
- Шекель — Ізраїль (Ізраїльський новий шекель, ILS)
- Шилінг — Кенія (кенійський шилінг, KES), Сомалі (сомалійський шилінг, SOS), Танзанія (танзанійський шилінг, TZS) та Уганда (угандійський шилінг, UGX)
- Юань — Китай (Юань КНР, CNY).